# Лось (геоглиф)
«Лось» — геоглиф, размером 218 на 195 метров, обнаруженный весной 2011 года на космических снимках национального парка «Зюраткуль» (запад Челябинской области, Россия). Впервые исследован в том же году экспедицией под руководством историка Станислава Аркадьевича Григорьева, которая пришла к выводу, что геоглиф был сооружён в эпоху неолита или энеолита. Однако видимые очертания геоглифа исчезли в течение нескольких лет, не удалось их обнаружить и на аэрофотоснимках XX века, что поставило выводы Григорьева под сомнение.
В 2013 году было опубликовано сообщение воспитанников детско-юношеской спортивной школы города Сатка, которые считают, что «лось» представлял собой след их тренировочной трассы, существовавшей с 2003 по 2010 год.

## История
Первооткрывателем геоглифа стал инструктор по туризму Александр Шестаков, который сначала заметил неравномерный рост травы на поляне, по которой проходила туристическая тропа, а весной 2011 года обнаружил на космических снимках этого участка местности изображение, показавшееся ему похожим на силуэт четвероногого рогатого животного с вытянутой мордой, которое он опознал как лося.

### Экспедиция Григорьева
Сообщение Шестакова привлекло внимание группы учёных под руководством старшего научного сотрудника Южно-Уральского филиала Института истории и археологии Уральского отделения РАН (далее ИИА УрО РАН) Станислава Аркадьевича Григорьева, которые в 2011 году организовали экспедицию к геоглифу, произвели осмотр местности с самолёта и параплана, после чего в период с 2011 по 2013 год сделали три археологических раскопа.
По результатам исследования учёные пришли к выводу, что изображение имеет искусственное происхождение. Технология исполнения различных деталей рисунка несколько отличается, но в целом выглядит следующим образом: строители снимали дёрн на полосе шириной до 10 метров и перекладывали находящиеся на ней камни в полосу шириной около 5 метров, при этом по краям конструкции укладывали крупные камни, а середину засыпали более мелкими камнями, используя в качестве связующего материала глину. По мнению учёных, часть камня для постройки доставлялась из других мест. Было выявлено 155 каменных предметов со следами обработки, большинство из них отнесено к землеройным орудиям, типичным для неолита или энеолита. К моменту исследования каменная кладка находилась под слоем почвы толщиной 40—50 см, что указывало на значительную древность постройки. Радиоуглеродный анализ взятой из-под камня кладки пробы гумуса показал, что она относится к 3655—3515 годам до н. э.
По версии Григорьева, геоглиф предназначался для обзора с высоты хребта Зюраткуль, поскольку ноги «лося» ориентированы в эту сторону. Оттуда же по мнению учёного руководили прокладкой линий при постройке. Григорьев выразил уверенность, что «лось» относится к той же культурно-исторической эпохе, что и мегалиты острова Веры, и имел для строителей сакрально-религиозное значение.

## Реакция и критика
Результаты работы экспедиции были опубликованы в нескольких научных изданиях и привлекли значительное внимание прессы, поскольку предполагаемый возраст геоглифа (от 6-го до 3-го тысячелетия до н. э.) делал его древнейшим известным изображением такого рода. В 2012 году дальнейшее исследование и обустройство территории геоглифа были включены в проект освоения лесов национального парка «Зюраткуль». Появились различные теории о значении фигуры — от изображения тотемного животного или созвездия до знака для внеземных цивилизаций.
Первые критические публикации относительно древнего происхождения «лося» появились в 2013 году. Воспитанники детско-юношеской спортивной школы города Сатка заявили, что возраст геоглифа не превышает 10 лет, поскольку он представляет собой тренировочную трассу длиной около 3 км, на которой в период с 2003 по 2010 год проходили тренировки лыжников. Спортсмены тренировались круглогодично (в тёплое время года бегали с лыжными палками), при этом летом тренер скашивал на трассе траву, а осенью обозначал её выложенными камнями. С 2010 года занятия на этой трассе прекратились. Одновременно с критикой заявлений о научной ценности геоглифа выступил директор Археологического научного центра в Южно-Уральском филиале ИИА УрО РАН Сергей Геннадьевич Боталов.
В 2014 году в цикле «Загадки цивилизации. Русская версия» на телеканале ВГТРК был показан научно-популярный фильм «Охотники за каменным лосем». После этого геоглифом заинтересовались челябинские геологи Вячеслав Никольский и Павел Рубцов. Они провели сравнительный анализ космических снимков разных лет и аэрофотоснимков XX века. На аэрофотоснимках никаких следов рисунка обнаружить не удалось, а на космическом снимке 2007 года, где контур был виден наиболее чётко, он не соответствовал рисунку лося. Исследователи обратили внимание, что на снимках 2009 и 2010 года у рисунка появляются дополнительные линии, а на снимках последующих лет чёткость рисунка снижается и к 2014 году остаются различимыми лишь отдельные его участки. Было также отмечено, что раскоп экспедиции Григорьева, хорошо видимый на снимке 2012 года, заложен в стороне от линии, образующей «морду лося». Никольский и Рубцов совместно с сотрудником национального парка «Зюраткуль», инструктором по туризму Сергеем Городиловым направили в Южно-Уральский филиал ИИА УрО РАН письмо, в котором выразили сомнение в представленных в телефильме фактах и призвали археологов провести «серьезную научную историко-культурную экспертизу».
В декабре 2015 года директор филиала Вадим Сергеевич Мосин согласился с доводами геологов, что категоричный вывод об обнаружении древнего геоглифа является преждевременным, а его доказательство требует проведения историко-культурной экспертизы. Станислав Григорьев в ответ дал понять, что не сомневается в существовании древнего сооружения, а его неразличимость на аэрофотоснимках объяснил тем, что рисунок скрыт слоем почвы значительной толщины. Со своей стороны он также поддержал необходимость экспертизы, поскольку только после этого может быть поднят вопрос о музеефикации этого памятника истории.
В 2016 году геоглиф на хребте Зюраткуль включён в кадастровую информацию о национальном парке «Зюраткуль» в качестве памятника археологии.
В 2018 году кандидат философских наук Фёдор Николаевич Петров описал современные стратегии популяризации археологии и извлечения прибыли из занятий ею на примере открытия «Лося» и мегалитов острова Веры. Он отнёс «Лося» к сенсационной стратегии, которая «способствует широкому привлечению внимания общественности к археологическим памятникам и находкам; ее успешная реализация позволяет специалистам добиться гораздо большей общественной известности и, в силу этого, лучше вознаграждается материально», однако имеет мало общего с научным методом познания:

Наилучшую популярность в качестве сенсаций получают броские, яркие, но, как правило, крайне торопливые и недостаточно обоснованные суждения. Они формируются и распространяются скорее по законам мифологии, чем науки, и тем самым подрывают основы научного мировоззрения. В них отсутствует сомнение как необходимое условие научных исследований, в том числе и абсолютно необходимое исследователю сомнение в собственных методах и выводах.— Петров Ф. Н.

## Культурное влияние
В 2016 году видеопрезентация «Геоглиф „Лось“», включающая снятые челябинским информагентством «Первое областное» кадры вида геоглифа с вертолёта и археологических раскопок экспедиции Григорьева, вышла в финал третьего всероссийского конкурса туристических видеопрезентаций «Диво России» в номинации «историко-архитектурные, религиозные объекты и музеи».